# Teresita Barajuen

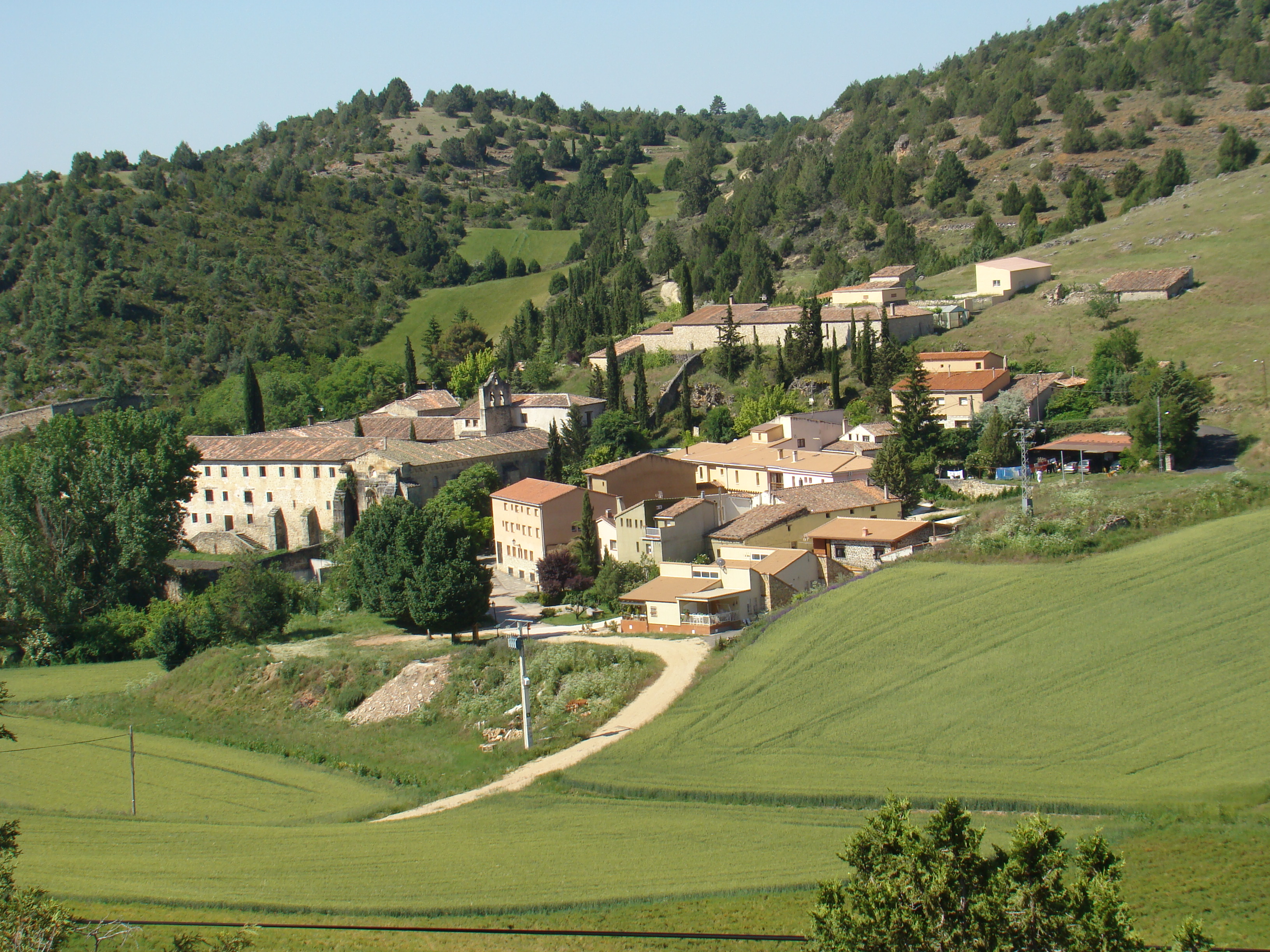
Monasterio de Santa María de Buenafuente del Sistal.

Teresita Barajuen (nombre de nacimiento, Valeriana Barajuen González de Zarate) (Foronda, 16 de septiembre de 1907 – 12 de junio de 2013) fue una monja española. miembro de la Orden del Císter. Se le considera que ostenta el récord mundial del servicio en clausura de más larga duración.
Barajuen era la mayor de siete hermanos y se dedicaba a labrar, lo que le obligó a dejar el colegio con 12 años. Entró en el Monasterio de Santa María de Buenafuente del Sistal el 16 de abril de 1927, cuando contaba con 19 años. Estuvo como monja de clausura durante 86 años. En una entrevista a Portal de tu Ciudad Barajuen dijo que originalmente no tenía la intención de convertirse en monja, pero entró en la vida religiosa en el monasterio debido a las presiones familiares. Ella, junto a sus compañeras, gueron forzadas a se vieron obligados a huir del monasterio durante la guerra civil española debido a los combates en la región. En agosto de 2011, Barajuen dejó el monasterio en 40 años para encontrarse con el Papa Benedicto XVI, que visitó Madrid por la Jornada Mundial de la Juventud 2011. Barajuen entró al monasterio el 16 de abril de 1927, el mismo día que nació Benedicto XVI.
Barajuean fuye una de las monjas españolas descritas en el libro de 2011, ¿Qué hace una chica como tú en un sitio como este? del periodista y escritor Jesús García. Barajuen murió la noche del 12 de junio de 2013 a la edad de 105 años. Su muerte fue anuncias por las Hermana Maria Romero, abadesa del Monasterio de Buenafuente del Sistal.